# Vaga Nacional Pacífica de 1959
La Vaga Nacional Pacífica de 1959 va ser una vaga general convocada a tot l'estat espanyol el 18 de juny de 1959.
Les vagues obreres havien estat importants en els anys cinquanta, sobretot a Astúries, País Basc i Catalunya. D'altra banda havien aparegut diverses circumstàncies que podien fer pensar en l'existència d'una crisi política de la Dictadura de Franco: corrupció interna del règim, augment de les dificultats econòmiques per a la població, moviment de protesta universitària, etc. En aquestes circumstàncies el PCE va témer que una acció monàrquica lligada a algunes forces d'oposició pogués obtenir alguns resultats (constitució el 1959 de la monàrquica Unió Española). Es varen confondre les accions disperses de lluita i protesta amb l'existència d'un estat de descontentament generalitzat envers el règim. Per això des del PCE es va llançar la consigna de Vaga Nacional Política. amb la intenció d'estendre el moviment a tot l'estat i convertir-lo en una acció política de pressió davant el règim. La Jornada de Reconciliació Nacional del 1958 en va ser un precedent.
El període de preparació de la vaga va anar de febrer a juny de 1959 i en ell el PCE hi va bolcar totes les seves forces, tot i les dures condicions de repressió i clandestinitat. En paral·lel es varen dur a terme múltiples gestions per guanyar aliats i evitar l'aillament del PCE si una part de l'oposició democràtica pactava amb forces monàrquiques.
No es va crear cap organisme unitari ni es va elaborar cap manifest conjunt, però es va aconseguir el suport a la vaga, a més del PCE i el PSUC, d'Acción Democrática, Front d'Alliberament Popular (FLP), algunes organitzacions de l'interior del PSOE, Agrupación Socialista Universitaria, Comitès de Coordinació Universitària de Madrid y Barcelona, Moviment Socialista Català, Moviment Obrer Catòlic Català, Comitè Regional de la CNT de Catalunya a l'exili, Nueva República, Esquerra de Catalunya, Front Nacional Catalá, Unión Democrática Montañesa (democristians, comunistes i F.L.P.) i Frente Revolucionario Canario (comunistes, socialistes, democristians, republicans, obrers catòlics i «Libertad para España»).
La vaga va tenir un seguiment desigual, però en conjunt va fracassar i no va aconseguir l'objectiu d'inquietar el govern franquista. Si sembla que l'èxit de la convocatòria va ser real entre els treballadors del camp d'Andalusia i Extremadura, a les grans ciutats la convocatòria no va tenir el ressò esperat pel PCE.
En la fase preparatòria es varen produir nombroses detencions. A Madrid es va detenir Simón Sánchez Montero, Lucio Lobato i altres membres de la direcció comunista, el dirigent del FLP Julio Ceron Ayuso i a unes 500 persones més. A Barcelona varen ser detengudes unes 100 persones i a València les detencions també afectaren seriosament l'oposició antifranquista.
D'altra banda l'evidència d'una convocatòria feta des del desconeixement, o més aviat des d'una anàlisi equivocada, de la situació real a l'interior de l'estat, juntament amb les manifestacions cada cop més clares de l'opressió estalinista sobre els pobles de l'est d'Europa (revolta hongaresa de 1957), va obrir una forta crisi dins el Partit Comunista d'Espanya (Fernando Claudín, Jorge Semprún i Federico Mújica).